# Spokane International Airport

i7
i11
i13
Der Spokane International Airport (IATA-Code: GEG, ICAO-Code: KGEG) ist der internationale Verkehrsflughafen der amerikanischen Großstadt Spokane im US-Bundesstaat Washington. Der Flughafen ist der bedeutendste Flughafen im sogenannten „Inland Empire“, einer Region, die das östliche Washington, den Norden Idahos sowie Teile von Montana und Oregon umfasst. Nach dem Seattle-Tacoma International Airport ist der Spokane International Airport mit rund 4,1 Millionen Passagieren im Jahr 2019 zweitgrößter Flughafen in Washington.

## Lage und Verkehrsanbindung
Der Spokane International Airport liegt neun Kilometer südwestlich des Stadtzentrums von Spokane. Der U.S. Highway 2 verläuft nördlich des Flughafens, die Interstate 90 und der U.S. Highway 395 verlaufen auf einer gemeinsamen Trasse südlich des Flughafens.
Der Spokane International Airport wird durch Busse in den öffentlichen Personennahverkehr eingebunden, die Route 60 der Spokane Transit Authority verbindet ihn regelmäßig mit dem Stadtzentrum.

## Flughafenanlagen

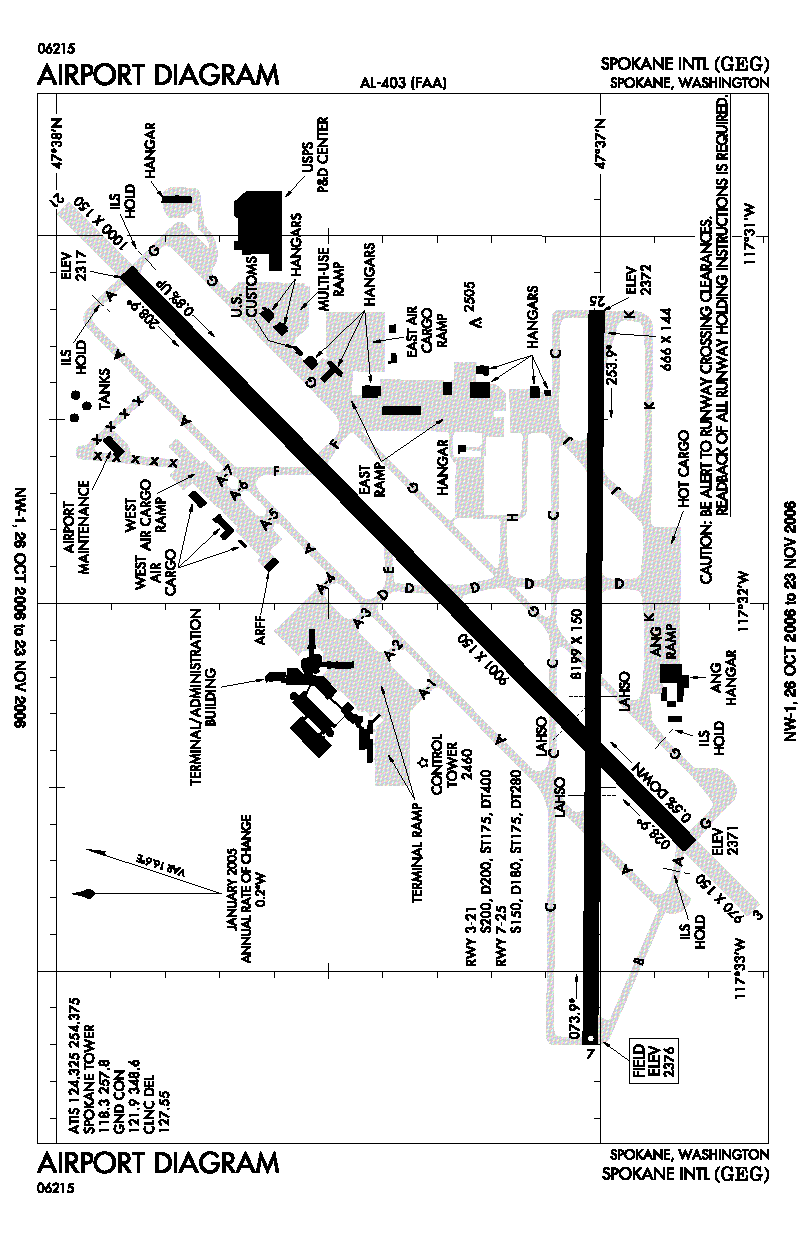
FAA-Flughafendiagramm (veraltet)

Karte des Flughafens

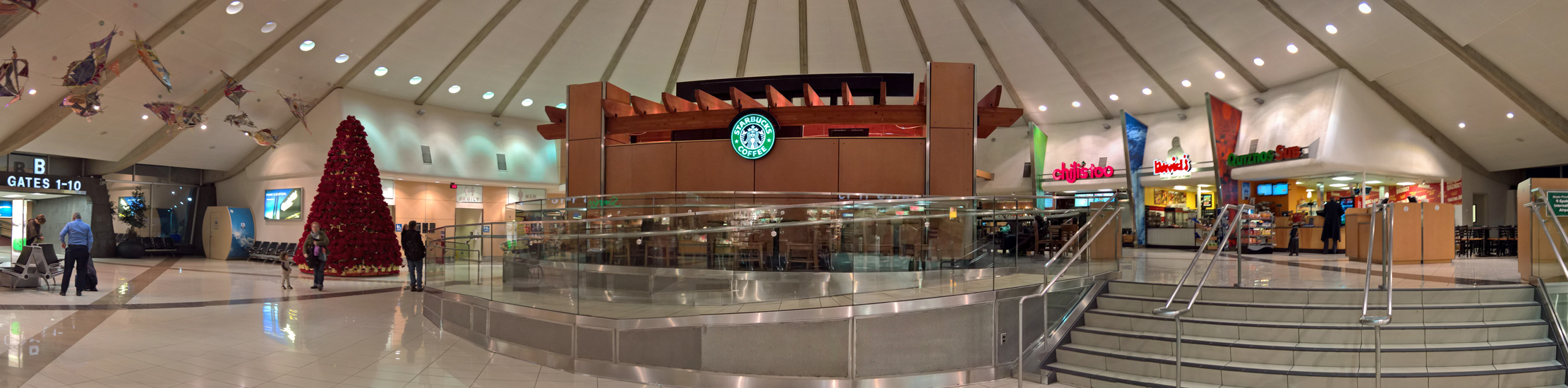
Innenansicht der Rotunde von Concourse A/B

Der Spokane International Airport hat eine Gesamtfläche von 2.614 Hektar.

### Start- und Landebahnen
Der Spokane International Airport verfügt über zwei Start- und Landebahnen. Die Start- und Landebahn 03/21 ist 3.353 Meter lang und 46 Meter breit. Der Belag besteht jeweils zum Teil aus Asphalt und Beton. 2010 wurde die Start- und Landebahn 03/21 nach Süden verlängert, dieses Teilstück wurde mit einem Betonbelag ausgeführt, der Rest hat einen Asphaltbelag. Sie ist seit der letzten Verlängerung für Flugzeuge des Typs Boeing 767-300 ausgelegt. Die Start- und Landebahn 08/26 ist 2.499 Meter lang, 46 Meter breit und hat einen Asphaltbelag. Sie ist für Flugzeuge der Typen Boeing 737-500 und De Havilland DHC-8-400 ausgelegt.

### Passagierterminals
Der Spokane International Airport verfügt über zwei Passagierterminals, welche in die Concourses A/B und C unterteilt sind. Concourse A und B bilden dabei ein zusammenhängendes Gebäude, welches nur über einen schmalen Gang mit Concourse C verbunden ist. Der Concourse A verfügt über fünf mit Fluggastbrücken ausgestattete Flugsteige und wird von Southwest Airlines und Frontier Airlines genutzt. Der Concourse B verfügt über sechs mit Fluggastbrücken ausgestattete Flugsteige und wird von Delta Air Lines und United Airlines genutzt. Der von Alaska Airlines und American Airlines genutzte Concourse C verfügt über acht Flugsteige, jedoch sind nur drei Flugsteige mit Fluggastbrücken ausgestattet.

### Sonstige Einrichtungen
Der Kontrollturm des Flughafens wird von der Federal Aviation Administration betrieben.

## Fluggesellschaften und Ziele
Entgegen der Bezeichnung als internationaler Flughafen werden ausschließlich Passagier- und Frachterziele in den Vereinigten Staaten bedient, darunter insbesondere die im Westen des Landes gelegenen Drehkreuze der einzelnen Fluggesellschaften.

## Verkehrszahlen
| Jahr | Passagierzahlen | Luftfracht (Tonnen) | Flugbewegungen (mit Militär) |
| ---- | --------------- | ------------------- | ---------------------------- |
| 2019 | 4.112.784       | 62.578              | 69.097                       |
| 2018 | 3.998.272       | 64.235              | 68.256                       |
| 2017 | 3.550.912       | 65.659              | 63.801                       |
| 2016 | 3.234.095       | 61.122              | 62.439                       |
| 2015 | 3.133.342       | 62.793              | 65.032                       |
| 2014 | 2.986.652       | 59.528              | 64.409                       |
| 2013 | 2.926.858       | 58.192              | 65.063                       |
| 2012 | 3.005.664       | 55.677              | -                            |
| 2011 | 3.076.554       | 49.106              | -                            |
| 2010 | 3.176.204       | 43.260              | 79.120                       |
| 2009 | 3.055.081       | 42.513              | -                            |
| 2008 | 3.423.500       | 47.243              | -                            |
| 2007 | 3.472.901       | 49.712              | -                            |
| 2006 | 3.224.423       | 52.045              | -                            |
| 2005 | 3.197.440       | 52.274              | -                            |
| 2004 | 3.059.069       | 52.014              | -                            |
| 2003 | 2.789.505       | 49.240              | -                            |
| 2002 | 2.745.788       | 48.330              | -                            |
| 2001 | 2.880.186       | 49.212              | -                            |
| 2000 | 3.068.892       | 61.021              | -                            |
| 1999 | 3.041.626       | 60.385              | -                            |
| 1998 | 2.949.833       | 53.779              | -                            |
| 1997 | 3.043.238       | 49.626              | -                            |
| 1996 | 3.258.762       | 44.014              | -                            |
| 1995 | 2.988.575       | 38.827              | -                            |
| 1994 | 2.687.482       | 35.704              | -                            |
| 1993 | 2.329.953       | 30.881              | -                            |
| 1992 | 1.855.954       | 30.038              | -                            |
| 1991 | 1.589.123       | 16.961              | -                            |
| 1990 | 1.619.880       | 18.197              | -                            |

### Verkehrsreichste Strecken
| Rang | Stadt                             | Passagiere | Fluggesellschaft    |
| ---- | --------------------------------- | ---------- | ------------------- |
| 01   | Seattle/Tacoma, Washington        | 627.160    | Alaska, Delta       |
| 02   | Denver, Colorado                  | 214.530    | Southwest, United   |
| 03   | Portland, Oregon                  | 158.170    | Alaska              |
| 04   | Salt Lake City, Utah              | 146.890    | Delta               |
| 05   | Phoenix–Sky Harbor, Arizona       | 129.200    | American, Southwest |
| 06   | Minneapolis/Saint Paul, Minnesota | 119.730    | Delta               |
| 07   | Las Vegas, Nevada                 | 107.910    | Southwest           |
| 08   | Boise, Idaho                      | 85.680     | Alaska, Southwest   |
| 09   | Oakland, Kalifornien              | 70.560     | Southwest           |
| 10   | Sacramento, Kalifornien           | 46.830     | Southwest           |

## Zwischenfälle
- Am 4. Januar 1996 kam es mit einer Convair CV-440 der US-amerikanischen Salair (Luftfahrzeugkennzeichen N358SA) zu einer Bruchlandung in einem Feld nahe dem Flughafen Spokane. Bei der vom Flugplatz Phoenix-Deer Valley (Arizona, USA) gestarteten Maschine waren wegen Treibstoffmangels beide Triebwerke ausgefallen. Unfallursachen waren unsachgemäßes Management des Kraftstoffsystems sowie falsche Anzeigen der Kraftstoffmenge im Cockpit. Das Flugzeug wurde irreparabel beschädigt. Beide Besatzungsmitglieder, die einzigen Insassen auf dem Positionierungsflug, überlebten den Unfall.[9]